# Гречиха, Максим Андреевич
Максим Андреевич Гречиха (бел. Максім Андрэевіч Грачыха; род. 10 июня 1993, Витебск) — белорусский футболист, полузащитник клуба «Волна».

## Клубная карьера
С 2010 года выступал за дубль «Витебска». После вылета «Витебска» с Высшей лиги по итогам сезона 2011 оказался в основном составе команды. В 2012-2013 обычно только выходил на замену, а в первой половине 2014 года уже прочно появлялся в стартовом составе витебского клуба.
Максим остался в «Витебске» и после возврата в Высшую лигу по итогам сезона 2014. Дебютировал в Высшей лиге 3 мая 2015 года, выйдя на замену в матче против брестского «Динамо» (2:3). Однако, в сильнейшем дивизионе закрепиться не смог, всего лишь 7 раз появившись на поле после выхода на замену. В начале августа 2015 года была достигнута договоренность о переходе футболиста в «Слоним» на правах аренды.
В январе 2016 года по завершении контракта с «Витебском» покинул клуб. В феврале проходил просмотр в «Нафтан», но он завершился. В результате, пополнил состав «Орша», где закрепился в основе.
В январе 2017 года подписал трехлетний контракт с минским «Торпедо». В первой половине сезона 2017 играл в стартовом составе, позже стал в основном выходить на замену. В марте 2018 года по соглашению сторон покинул клуб. Вскоре стал тренироваться со столичным «Лучом» и в апреле был заявлен за клуб на чемпионат Беларуси. Выступал в основном за дубль минского клуба. В главной команде лишь однажды вышел на поле и уже в июне 2018 покинул команду. В августе того же года снова присоединился к «Орше», где стал основным игроком. Лишь только во второй половине сезона 2019 чаще выходил на замену.
В марте 2020 года стал игроком пинской «Волны», где закрепился в стартовом составе. В феврале 2021 года продлил контракт с клубом. В декабре 2023 года футболист подписал с клубом новый контракт.

### Статистика
| Сезон    | Дивизион | Клуб            | Страна                    | Матчи | Голы |
| -------- | -------- | --------------- | ------------------------- | ----- | ---- |
| 2010     | дубль    | Витебск         | Флаг Беларуси (1995—2012) | 27    | 2    |
| 2011     | дубль    | Витебск         | Флаг Беларуси (1995—2012) | 27    | 7    |
| 2012     | Д2       | Витебск         | Флаг Беларуси             | 14    | 0    |
| 2013     | Д2       | Витебск         | Флаг Беларуси             | 10    | 1    |
| 2014     | Д2       | Витебск         | Флаг Беларуси             | 19    | 1    |
| 2015 (1) | Д1       | Витебск         | Флаг Беларуси             | 6     | 0    |
| 2015 (2) | Д2       | Слоним          | Флаг Беларуси             | 14    | 3    |
| 2016     | Д2       | Орша            | Флаг Беларуси             | 25    | 3    |
| 2017     | Д2       | Торпедо (Минск) | Флаг Беларуси             | 27    | 2    |
| 2018 (1) | Д1       | Луч (Минск)     | Флаг Беларуси             | 1     | 0    |
| 2018 (2) | Д2       | Орша            | Флаг Беларуси             | 11    | 2    |
| 2019     | Д2       | Орша            | Флаг Беларуси             | 23    | 1    |
| 2020     | Д2       | Волна (Пинск)   | Флаг Беларуси             | 24    | 1    |